# Pseudohermonassa praecipua
Pseudohermonassa praecipua är en fjärilsart som beskrevs av Otto Staudinger 1892. Pseudohermonassa praecipua ingår i släktet Pseudohermonassa och familjen nattflyn. Inga underarter finns listade.